# فرانسيسكو فالدز
فرانسيسكو فالدز (بالإسبانية: Francisco Valdés Muñoz)‏ مواليد 19 مارس 1943 في سانتياغو، تشيلي - الوفاة 10 أغسطس 2009، كان لاعب ومدرب كرة قدم تشيلي كان يلعب كلاعب وسط. سبق له أن لعب في كأس العالم لكرة القدم مع منتخب بلاده.

## المسيرة الاحترافية

### أندية لعب لها
- كولو-كولو
- يونيون إسبانيولا
- كولو-كولو
- سانتياغو واندررز

## روابط خارجية
- فرانسيسكو فالدز على موقع الاتحاد الدولي (مؤرشف)  (الإنجليزية)
- فرانسيسكو فالدز على موقع قاعدة بيانات كرة القدم.إي يو (الإنجليزية)
- فرانسيسكو فالدز على موقع ناشيونال فوتبول تيمز (الإنجليزية)
- فرانسيسكو فالدز على موقع عالم كرة القدم.نت (الإنجليزية)